# Hamelin
Hamelin (em alemão: Hameln) é uma cidade da Alemanha no estado de Baixa Saxônia (Niedersachsen), capital do distrito de Hamelin-Pyrmont. Hamelin é cortada pelo rio Weser e localiza-se na região de colinas (Weserbergland) muito procurada por turistas andarilhos e ciclistas.

## História

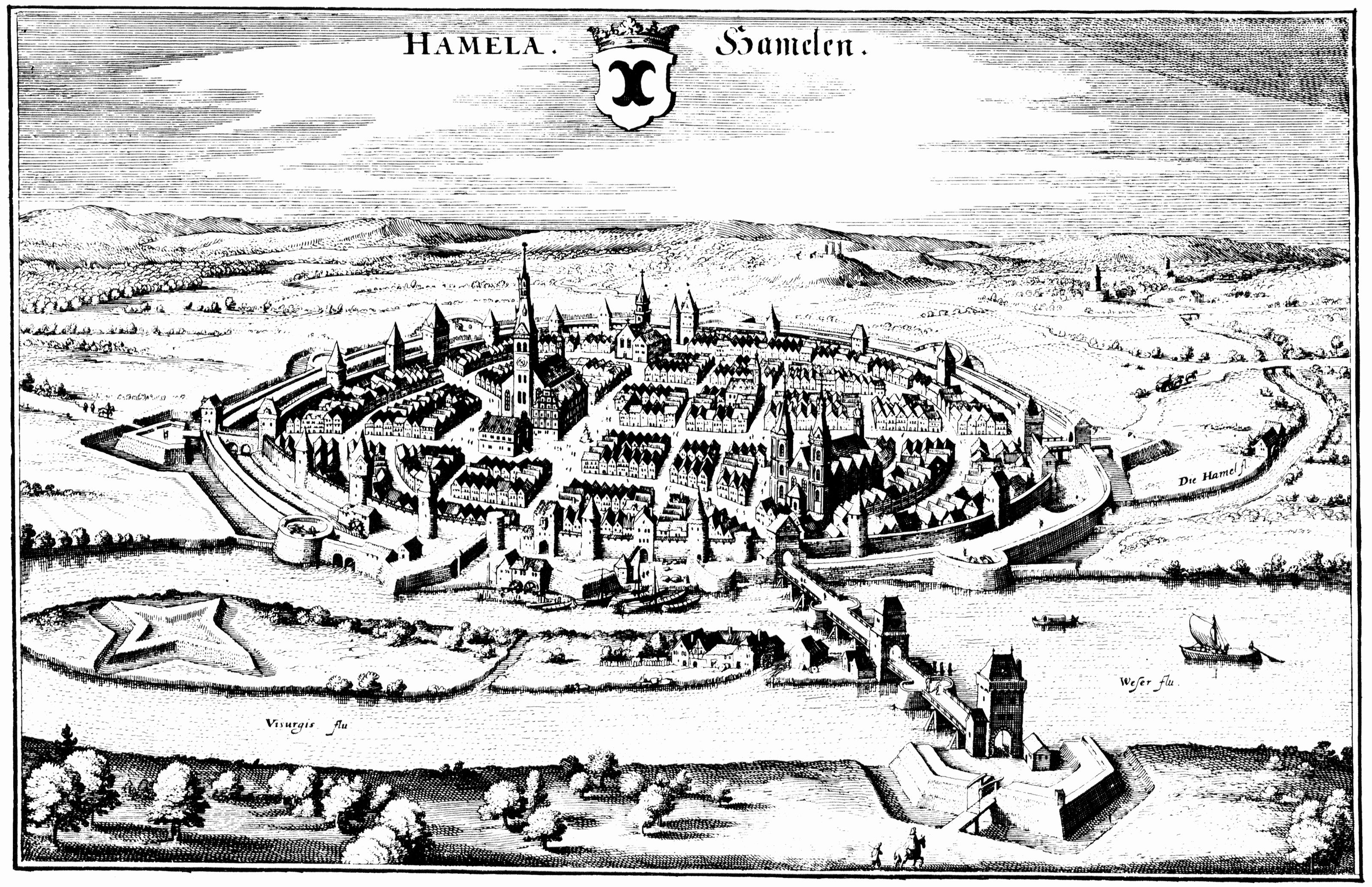
Hamelin em 1640.

No local onde se encontra a cidade havia um mosteiro, fundado em 851 D.C, ainda durante a alta Idade Média. Uma pequena vila cresceu em suas imediações e tornou-se uma cidade no século XII. A sua época de maior crescimento aconteceu no século XVII, quando em 1664 a cidade foi fortificada, sendo a fronteira do Ducado de  Brunswick-Calenberg; em 1864 passou a fazer parte da Prússia.
No final da II Guerra Mundial, a cidade esteve nas manchetes de todo o mundo quando cerca de 200 nazistas, então internados na prisão de Hamelin, foram executados  pelas forças britânicas, acusados de crimes de guerra. Entre eles estava Josef Kramer, o comandante do campo de concentração de Bergen-Belsen, bem como Irma Grese, parte integrante da guarda feminina das SS - as “Bestas de Belsen”.

## O Flautista de Hamelin

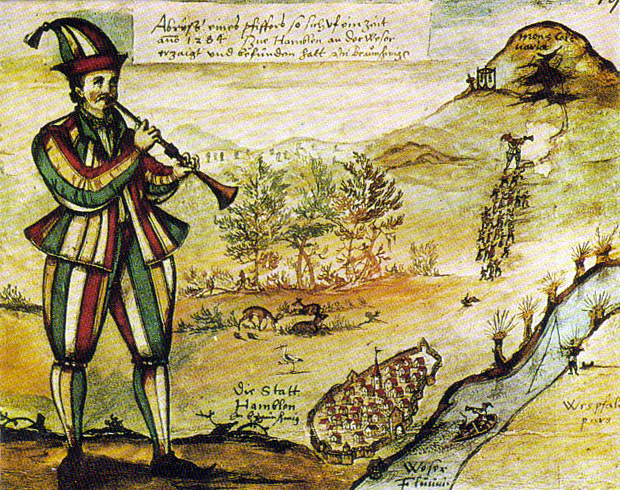
Pintura mais velha de O Flautista de Hamelin, obra de Augustin von Moersperg, 1592.

A popularidade mundial da cidade veio através do famoso conto dos Irmãos Grimm, O Flautista de Hamelin, que narra a fábula medieval sobre a praga de ratos que infestou a cidade em 1284 e do flautista que a livrou dos ratos e hipnotizou e enfeitiçou suas crianças. O incidente narrado no conto se supõe ter acontecido neste ano do final do século XIII, e é baseado num fato real, provavelmente um pouco diferente do imortalizado na famosa história.
Apesar de Hamelin possuir uma bela arquitetura medieval com lindas construções desta época, o turismo existe mesmo em grande parte por causa da fama do popular conto, que todo domingo de verão é representado na cidade por atores locais nos lugares autênticos onde ele se passa, acompanhados por uma multidão de visitantes de todo o mundo.